# 3103 إيغر
3103 إيغر هو أحد كويكبات أبولو وأيضا أحد الكواكب الصغيرة العابرة لمدار المريخ.

## الاكتشاف
تم اكتشافه في عام 1982 بواسطة عالم الفلك ميكلوس لوفاس.

## التسمية
سُمِيّ نسبةً إلى مدينة إيغر بالمجر.